# Nati nel 1987/Giugno
| Questa pagina contiene informazioni ricavate automaticamente dalle voci biografiche con l'ausilio del template Bio e di un bot. L'aggiornamento è periodico e automatico e ricostruisce completamente la pagina. Se manca una persona in questa lista, sei pregato di non aggiungerla, ma accertati piuttosto che la sua voce biografica contenga il template Bio e che i dati anagrafici siano correttamente compilati. Se il template Bio manca, inseriscilo tu stesso o, in alternativa, metti l'avviso {{tmp\|Bio}} che ne segnala la mancanza. Se i dati riportati sono sbagliati, correggi direttamente la voce biografica; le modifiche saranno visibili in questa lista entro pochi giorni. Per chiarimenti vedi il progetto biografie. La lista contiene solo le 482 persone che sono citate nell'enciclopedia e per le quali è stato implementato correttamente il template Bio. Pagina aggiornata al 10 ago 2025. |

- 1º giugno - Loïc Akono, ex cestista della Repubblica del Congo
- 1º giugno - Vittorio Bissaro, velista italiano
- 1º giugno - Niccolò Falsetti, regista e sceneggiatore italiano
- 1º giugno - Sterling Grant, ex sciatrice alpina statunitense
- 1º giugno - Zoltán Harsányi, calciatore slovacco
- 1º giugno - Simeon Jackson, ex calciatore canadese
- 1º giugno - Jerel McNeal, ex cestista statunitense
- 1º giugno - Eduardo Morante, ex calciatore ecuadoriano
- 1º giugno - Yarisley Silva, astista cubana
- 1º giugno - Bryan Staring, pilota motociclistico australiano
- 1º giugno - Dan Williams, giocatore di football americano statunitense
- 2 giugno - Tobias Arlt, slittinista tedesco
- 2 giugno - Arturo Badillo, pugile messicano
- 2 giugno - Diego Cardozo, calciatore argentino
- 2 giugno - Paul Carter, ex cestista statunitense
- 2 giugno - Murat Chotov, ex calciatore russo
- 2 giugno - Darin, cantante svedese
- 2 giugno - Giuseppe Figliomeni, dirigente sportivo e ex calciatore italiano
- 2 giugno - Seiya Fujita, ex calciatore giapponese
- 2 giugno - Pablo Guzmán, pallavolista portoricano
- 2 giugno - David Huertas, cestista portoricano
- 2 giugno - Yoann Huget, ex rugbista a 15 francese
- 2 giugno - Ibán Iyanga, ex calciatore spagnolo
- 2 giugno - Pascale Jeuland, ex pistard e ciclista su strada francese
- 2 giugno - Matthew Koma, musicista, cantautore e produttore discografico statunitense
- 2 giugno - Alexis Masbou, pilota motociclistico francese
- 2 giugno - Aida Mohammadkhani, attrice iraniana
- 2 giugno - Rachael Morrison, atleta paralimpica statunitense
- 2 giugno - Sarah Reid, skeletonista canadese
- 2 giugno - V″jačeslav Šarpar, ex calciatore ucraino
- 2 giugno - Sonakshi Sinha, attrice indiana
- 3 giugno - Kwabena Adusei, ex calciatore ghanese
- 3 giugno - Edison Bilbao, ex calciatore cileno
- 3 giugno - Sandra Bingenheimer, schermitrice tedesca
- 3 giugno - Caio Aparecido da Silveira Torres, cestista brasiliano
- 3 giugno - Jonathan Casillas, giocatore di football americano statunitense
- 3 giugno - Martti Jylhä, ex fondista finlandese
- 3 giugno - Michelle Keegan, attrice britannica
- 3 giugno - Manuel Kerhe, allenatore di calcio e ex calciatore austriaco
- 3 giugno - Damir Kojašević, calciatore montenegrino
- 3 giugno - LaKeisha Lawson, velocista statunitense
- 3 giugno - Masami Nagasawa, attrice giapponese
- 3 giugno - Pamela Saino, attrice italiana
- 3 giugno - Manuel Scavone, calciatore italiano
- 3 giugno - Lalaine, attrice e cantante statunitense
- 4 giugno - Andrea Ariaudo, pallavolista italiano
- 4 giugno - Tomáš Bábek, pistard ceco
- 4 giugno - Kerem Bürsin, attore, produttore cinematografico e modello turco
- 4 giugno - Cristian Chávez, calciatore argentino
- 4 giugno - Viola Di Grado, scrittrice, orientalista e traduttrice italiana
- 4 giugno - Anthony Grant, calciatore inglese
- 4 giugno - Raily Ignacio, calciatore olandese
- 4 giugno - Aleksandr Kokko, ex calciatore finlandese
- 4 giugno - Sergejs Mišins, ex calciatore lettone
- 4 giugno - Rubén Morales, calciatore guatemalteco
- 4 giugno - Rúper, calciatore spagnolo
- 4 giugno - Yu Hai, ex calciatore cinese
- 5 giugno - Martino Borghese, ex calciatore svizzero
- 5 giugno - Alexander Domínguez, calciatore ecuadoriano
- 5 giugno - Antonio Mršić, calciatore croato
- 5 giugno - Ivan Nifontov, judoka russo
- 5 giugno - Robin Previtali, ex calciatore francese
- 5 giugno - Cathy Reed, ex danzatrice su ghiaccio giapponese
- 5 giugno - David Lombán, ex calciatore spagnolo
- 5 giugno - Giorgia Rossi, giornalista e conduttrice televisiva italiana
- 5 giugno - Michael Stanislaw, calciatore austriaco
- 5 giugno - Marcus Thornton, ex cestista statunitense
- 5 giugno - Federica Tommasi, sincronetta italiana
- 5 giugno - Magnus Troest, calciatore danese
- 6 giugno - Mohamed Amine Aoudia, ex calciatore algerino
- 6 giugno - Mohammed Arjaoui, pugile marocchino
- 6 giugno - Andreas Avraam, ex calciatore cipriota
- 6 giugno - Julián Benítez, calciatore paraguaiano
- 6 giugno - Yahel Castillo, tuffatore messicano
- 6 giugno - Brandon Ghee, ex giocatore di football americano statunitense
- 6 giugno - Eralda Hitaj, modella albanese
- 6 giugno - Niklas Hjalmarsson, hockeista su ghiaccio svedese
- 6 giugno - Mike Johnson, ex giocatore di football americano statunitense
- 6 giugno - Daniel Logan, attore neozelandese
- 6 giugno - Luo Zilin, modella cinese
- 6 giugno - Il'ja Maksimov, pianista russo
- 6 giugno - Jenna O'Hea, cestista australiana
- 6 giugno - Rubin Okotie, ex calciatore austriaco
- 6 giugno - Cássio Ramos, calciatore brasiliano
- 6 giugno - Adriano Russo, ex calciatore italiano
- 6 giugno - Ruddy Zang Milama, velocista gabonese
- 7 giugno - Dávid Bisztritsányi, pallanuotista ungherese
- 7 giugno - Andrea Demirović, cantante montenegrina
- 7 giugno - Richard Gordon, giocatore di football americano statunitense
- 7 giugno - Denise Hinrichs, pesista tedesca
- 7 giugno - Jørgen Horn, calciatore norvegese
- 7 giugno - Miloš Jokić, calciatore serbo
- 7 giugno - Miroslav Jurka, pallamanista ceco
- 7 giugno - Steven Kruijswijk, ciclista su strada olandese
- 7 giugno - Christa Perathoner, ex biatleta italiana
- 7 giugno - Daniel Scheinert, regista, sceneggiatore e produttore cinematografico statunitense
- 7 giugno - Danny Szetela, ex calciatore statunitense
- 7 giugno - Abdülhamit Yıldız, ex calciatore turco
- 8 giugno - Coralie Balmy, ex nuotatrice francese
- 8 giugno - Ben Cristovao, cantante e attore ceco
- 8 giugno - Issiar Dia, ex calciatore francese
- 8 giugno - Denis Dorožkin, ex calciatore russo
- 8 giugno - Emmanuel Françoise, ex calciatore francese
- 8 giugno - Nicolás Freitas, calciatore uruguaiano
- 8 giugno - Diego Ifrán, ex calciatore uruguaiano
- 8 giugno - Javier Jiménez Camarero, calciatore spagnolo
- 8 giugno - Tony Moeaki, giocatore di football americano statunitense
- 8 giugno - Oliver Peev, calciatore macedone
- 8 giugno - Samantha Saint, ex attrice pornografica e modella statunitense
- 8 giugno - Ty Segall, musicista e cantautore statunitense
- 8 giugno - Vera Sokolova, marciatrice russa
- 8 giugno - Vladislav Stojanov, ex calciatore bulgaro
- 8 giugno - Shunsuke Tsutsumi, ex calciatore giapponese
- 9 giugno - Giulia Arturi, ex cestista italiana
- 9 giugno - Aleksej Chovanskij, schermidore russo
- 9 giugno - Toumani Diagouraga, allenatore di calcio e ex calciatore francese
- 9 giugno - Jerrel Feller, velocista olandese
- 9 giugno - Whitney Hoy, attrice statunitense
- 9 giugno - Dominique Johnson, cestista statunitense
- 9 giugno - Ali Khaseif, calciatore emiratino
- 9 giugno - Sofía Lama, attrice messicana
- 9 giugno - Michel Lugo, ex calciatore brasiliano
- 9 giugno - Mohamed M'Changama, calciatore francese
- 9 giugno - Flaviana Matata, modella tanzaniana
- 9 giugno - Damián Musto, calciatore argentino
- 9 giugno - Valentin Roberge, calciatore francese
- 10 giugno - Amobi Okoye, giocatore di football americano nigeriano
- 10 giugno - Alexandre Camarasa, ex pallanuotista francese
- 10 giugno - Andrian Cașcaval, ex calciatore moldavo
- 10 giugno - Jeremy Chappell, cestista statunitense
- 10 giugno - Martin Harnik, calciatore tedesco
- 10 giugno - He Chong, tuffatore cinese
- 10 giugno - Dotter, cantautrice svedese
- 10 giugno - Mantas Kuklys, calciatore lituano
- 10 giugno - Polina Kuznecova, ex pallamanista russa
- 10 giugno - Martin Le Pellec, ex cestista francese
- 10 giugno - Mike Mitchell, giocatore di football americano statunitense
- 10 giugno - Benjamin Morel, ex calciatore francese
- 10 giugno - Déborah Ortschitt, pallavolista francese
- 10 giugno - Fredrik Pettersson, ex hockeista su ghiaccio svedese
- 10 giugno - Achille Rouga, ex calciatore beninese
- 10 giugno - Daniel Toth, calciatore austriaco
- 10 giugno - Martin Wierig, discobolo tedesco
- 11 giugno - Gonzalo Abán, calciatore argentino
- 11 giugno - AmbraMarie, cantante e conduttrice radiofonica italiana
- 11 giugno - Gonzalo Castro, ex calciatore tedesco
- 11 giugno - Federica Citarella, attrice italiana
- 11 giugno - Daniele Delladio, ex hockeista su ghiaccio e dirigente sportivo italiano
- 11 giugno - Guitta, giocatore di calcio a 5 brasiliano
- 11 giugno - Tia, cantante giapponese
- 11 giugno - Marsel İlhan, tennista uzbeko
- 11 giugno - Karrar Jassim, calciatore iracheno
- 11 giugno - Eugen Knecht, attore kazako
- 11 giugno - Žarko Korać, calciatore montenegrino
- 11 giugno - Júnior Felício Marques, ex calciatore brasiliano
- 11 giugno - Eric Maynor, ex cestista e allenatore di pallacanestro statunitense
- 11 giugno - Marko Momčilović, calciatore serbo
- 11 giugno - Enrico Nigiotti, cantautore e chitarrista italiano
- 11 giugno - Joey Shaw, ex cestista statunitense
- 11 giugno - Robertlandy Simón, pallavolista cubano
- 11 giugno - Didrik Solli-Tangen, cantante norvegese
- 11 giugno - Anthony Weber, ex calciatore francese
- 11 giugno - Jimmy O. Yang, attore e comico hongkonghese
- 12 giugno - Jeff Allen, cestista statunitense
- 12 giugno - Antonio Barragán, ex calciatore spagnolo
- 12 giugno - Julia Dujmovits, snowboarder austriaca
- 12 giugno - Kinga Kasprzak, pallavolista polacca
- 12 giugno - Abbey Lee, modella e attrice australiana
- 12 giugno - Omar Merlo, ex calciatore argentino
- 12 giugno - Kobi Moyal, ex calciatore israeliano
- 12 giugno - Carlos Gilberto Nascimento Silva, calciatore brasiliano
- 12 giugno - Tom Tavares, calciatore capoverdiano
- 12 giugno - Daniel Te'o-Nesheim, giocatore di football americano statunitense († 2017)
- 13 giugno - Nemanja Andrić, calciatore serbo
- 13 giugno - Vladimir Bajić, calciatore serbo
- 13 giugno - Caterina Banti, ex velista italiana
- 13 giugno - Veronica Borsi, ostacolista italiana
- 13 giugno - John Bryant, cestista statunitense
- 13 giugno - Comis, disc jockey, produttore discografico e cantautore italiano
- 13 giugno - David Eto'o, ex calciatore camerunese
- 13 giugno - Vinny Faherty, calciatore irlandese
- 13 giugno - Caitlyn Folley, attrice statunitense
- 13 giugno - Andrej Kljuev, ex ciclista su strada e pistard russo
- 13 giugno - Denys Kožanov, ex calciatore ucraino
- 13 giugno - Ted Larsen, giocatore di football americano statunitense
- 13 giugno - Marcin Lewandowski, mezzofondista polacco
- 13 giugno - Víctor López Real, giocatore di calcio a 5 spagnolo
- 13 giugno - Gesaffelstein, produttore discografico e compositore francese
- 13 giugno - Chris Melendez, wrestler statunitense
- 13 giugno - Hari Kumar Rimal, ex mezzofondista nepalese
- 13 giugno - Nadežda Sergeeva, bobbista e ex multiplista russa
- 13 giugno - Anton Šynder, calciatore ucraino
- 13 giugno - Koriak Upaiga, calciatore papuano
- 13 giugno - Charlotte Wells, regista e sceneggiatrice britannica
- 14 giugno - Malin Aasa, cestista svedese
- 14 giugno - Johan Blomberg, ex calciatore svedese
- 14 giugno - Andrew Cogliano, hockeista su ghiaccio canadese
- 14 giugno - Mohamed Diamé, calciatore francese
- 14 giugno - Viera Ellong, calciatore camerunese
- 14 giugno - Tyler Johnston, attore canadese
- 14 giugno - Martin Reimer, ex ciclista su strada tedesco
- 14 giugno - Ana Romero, ex calciatrice spagnola
- 14 giugno - Cameron Russell, supermodella statunitense
- 14 giugno - Damian Slater, wrestler australiano
- 14 giugno - Jared Veldheer, giocatore di football americano statunitense
- 15 giugno - Mingo Bile, calciatore angolano
- 15 giugno - Martí Crespí, ex calciatore spagnolo
- 15 giugno - Scott Cuthbert, ex calciatore scozzese
- 15 giugno - Ivy Lebelle, attrice pornografica statunitense
- 15 giugno - Luís Carlos Lima, ex calciatore brasiliano
- 15 giugno - Jacobo Mansilla, ex calciatore argentino
- 15 giugno - Vüqar Nadirov, ex calciatore azero
- 15 giugno - Rohullah Nikpai, taekwondoka afghano
- 15 giugno - Eduardo Núñez, ex giocatore di baseball dominicano
- 15 giugno - Jakub Podaný, ex calciatore ceco
- 15 giugno - Edison Toloza, ex calciatore colombiano
- 16 giugno - Krasimir Anev, ex biatleta bulgaro
- 16 giugno - Kelly Blatz, attore e cantante statunitense
- 16 giugno - Fabien Causeur, cestista francese
- 16 giugno - Chen Ling, arciera cinese
- 16 giugno - Wayne Chism, cestista statunitense
- 16 giugno - Diana DeGarmo, cantante, attrice teatrale e attrice televisiva statunitense
- 16 giugno - Federico Dionisi, calciatore italiano
- 16 giugno - Abby Elliott, attrice e comica statunitense
- 16 giugno - Aleksandrs Fertovs, ex calciatore lettone
- 16 giugno - Gary Florimont, cestista francese
- 16 giugno - Chantelle Handy, ex cestista britannica
- 16 giugno - Nora Holstad Berge, ex calciatrice norvegese
- 16 giugno - Johannes Hopf, ex calciatore svedese
- 16 giugno - Jung Yei-hyun, lottatore sudcoreano
- 16 giugno - Alejandro Meleán, calciatore boliviano
- 16 giugno - Elena Portalupi, ex pallavolista italiana
- 16 giugno - Virginia Quaresima, ex cestista italiana
- 16 giugno - Antonio Radić, scacchista e youtuber croato
- 16 giugno - Aya Sameshima, calciatrice giapponese
- 16 giugno - DJ Matrix, disc jockey, cantante e produttore discografico italiano
- 16 giugno - Marko Simić, calciatore serbo
- 16 giugno - Per Ciljan Skjelbred, calciatore norvegese
- 16 giugno - Ali Stroker, attrice statunitense
- 16 giugno - Ilja Urušev, ex hockeista su ghiaccio estone
- 16 giugno - Tobias Wendl, slittinista tedesco
- 16 giugno - Anna Čipovskaja, attrice russa
- 17 giugno - Miloš Antonić, pallavolista serbo
- 17 giugno - Nicola Bolzonello, nuotatore italiano
- 17 giugno - Rebecca Breeds, attrice australiana
- 17 giugno - Elena Danilova, ex calciatrice russa
- 17 giugno - Anžej Dežan, cantante e giornalista sloveno
- 17 giugno - Giuseppina Di Bari, calciatrice italiana
- 17 giugno - Román González, pugile nicaraguense
- 17 giugno - Ivan Graf, calciatore croato
- 17 giugno - José Daniel Guerrero, allenatore di calcio e ex calciatore messicano
- 17 giugno - Megan Henry, skeletonista statunitense
- 17 giugno - Escher Holloway, attore statunitense
- 17 giugno - Ľuboš Kamenár, calciatore slovacco
- 17 giugno - Kendrick Lamar, rapper, cantautore e produttore discografico statunitense
- 17 giugno - Liu Jianye, calciatore cinese
- 17 giugno - Osmar Mares, ex calciatore messicano
- 17 giugno - Lina Nilsson, ex calciatrice svedese
- 17 giugno - Mory Sidibé, pallavolista francese
- 18 giugno - Omar Arellano, calciatore messicano
- 18 giugno - Ezgi Asaroğlu, attrice turca
- 18 giugno - Raúl Bobadilla, calciatore argentino
- 18 giugno - Jason Castro, giocatore di baseball statunitense
- 18 giugno - Dimitri Claeys, dirigente sportivo e ex ciclista su strada belga
- 18 giugno - O.T. Genasis, rapper statunitense
- 18 giugno - Cristo Martín, calciatore spagnolo
- 18 giugno - Marcelo Moreno, ex calciatore boliviano
- 18 giugno - Sevhil' Musajeva, giornalista ucraina
- 18 giugno - Anna Ol'chovyk, cestista ucraina
- 18 giugno - Madara Palameika, giavellottista lettone
- 18 giugno - Harald Pichler, calciatore austriaco
- 18 giugno - Alex Ranghieri, pallavolista e giocatore di beach volley italiano
- 18 giugno - Boris Savović, cestista serbo
- 18 giugno - Niels Schneider, attore francese
- 18 giugno - Josip Šoljić, calciatore croato
- 18 giugno - Jonathan Tavernari, ex cestista brasiliano
- 18 giugno - Christina Vukicevic, ostacolista norvegese
- 18 giugno - Amélie Wenger-Reymond, sciatrice alpina svizzera
- 18 giugno - Xu Yang, calciatore cinese
- 19 giugno - Joaquín Boghossian, allenatore di calcio e ex calciatore uruguaiano
- 19 giugno - Sthefany Brito, attrice brasiliana
- 19 giugno - Alex Carrington, giocatore di football americano statunitense
- 19 giugno - Mauricio Castillo, ex calciatore costaricano
- 19 giugno - Keenan Clayton, giocatore di football americano statunitense
- 19 giugno - Miho Fukuhara, cantante giapponese
- 19 giugno - Ekaterina Iljuchina, ex snowboarder russa
- 19 giugno - Tyler Kepkay, ex cestista canadese
- 19 giugno - Collin McHugh, giocatore di baseball statunitense
- 19 giugno - Rashard Mendenhall, ex giocatore di football americano statunitense
- 19 giugno - Sacha Modolo, ex ciclista su strada italiano
- 19 giugno - Pablo Míguez, calciatore uruguaiano
- 19 giugno - Robin Smeulders, ex cestista tedesco
- 19 giugno - Mutsumi Tamura, doppiatrice giapponese
- 19 giugno - Benjamin Zé Ondo, ex calciatore gabonese
- 20 giugno - Ola Abou Zekry, tennista egiziana
- 20 giugno - Ahmad Jalal Abualrub, modello statunitense
- 20 giugno - Carsten Ball, ex tennista australiano
- 20 giugno - Asmir Begović, calciatore bosniaco
- 20 giugno - Christian Cesaretti, allenatore di calcio e ex calciatore italiano
- 20 giugno - Sandro Ferreira Andre Nascimento, ex calciatore brasiliano
- 20 giugno - Joseph Ebuya, ex mezzofondista keniota
- 20 giugno - Itumeleng Khune, calciatore sudafricano
- 20 giugno - Kamil Król, calciatore polacco
- 20 giugno - Lyndra Littles, cestista statunitense
- 20 giugno - Brianne McLaughlin, hockeista su ghiaccio statunitense
- 20 giugno - Asrat Megersa, calciatore etiope
- 20 giugno - Petros Noeas, cestista greco
- 20 giugno - Jemina Pearl, cantautrice e musicista statunitense
- 20 giugno - Kierra Sheard, cantautrice e attrice statunitense
- 21 giugno - Pablo Barrera, calciatore messicano
- 21 giugno - Khatia Buniatishvili, pianista georgiana
- 21 giugno - Francesco De Rose, calciatore italiano
- 21 giugno - Anthony Goods, ex cestista statunitense
- 21 giugno - Letroy Guion, giocatore di football americano statunitense
- 21 giugno - Pat Harrigan, politico statunitense
- 21 giugno - Garry Kenneth, calciatore scozzese
- 21 giugno - Kim Ryeo-wook, cantante, attore e compositore sudcoreano
- 21 giugno - Kevin Palmer, ex cestista statunitense
- 21 giugno - Sebastian Prödl, ex calciatore austriaco
- 21 giugno - Miguel Ángel Reyes Varela, tennista messicano
- 21 giugno - Luis Rivera, lunghista messicano
- 21 giugno - Aoi Teshima, cantante e doppiatrice giapponese
- 21 giugno - Jovana Vesović, pallavolista serba
- 22 giugno - Delone Carter, ex giocatore di football americano statunitense
- 22 giugno - Joe Dempsie, attore britannico
- 22 giugno - Naoyuki Fujita, ex calciatore giapponese
- 22 giugno - Danny Green, ex cestista statunitense
- 22 giugno - Kōnstantinos Kaznaferīs, ex calciatore greco
- 22 giugno - Nate Kmic, ex giocatore di football americano statunitense
- 22 giugno - Lukáš Kubáň, calciatore ceco
- 22 giugno - Khalid Sebil Lashkari, calciatore emiratino
- 22 giugno - Lee Min-ho, attore, modello e cantante sudcoreano
- 22 giugno - Marcelo Leite Pereira, ex calciatore brasiliano
- 22 giugno - Lisa Lois, cantante olandese
- 22 giugno - Nikola Matas, ex calciatore croato
- 22 giugno - Ieva Narkutė, cantante lituana
- 22 giugno - Oh Yeon-seo, attrice sudcoreana
- 22 giugno - Aleksander Perka, cestista polacco
- 22 giugno - Brimah Razak, calciatore ghanese
- 22 giugno - Nikita Rukavytsya, ex calciatore ucraino
- 22 giugno - Ernest Seka, calciatore francese
- 22 giugno - Kissa Sins, attrice pornografica statunitense
- 22 giugno - Corey Wootton, giocatore di football americano statunitense
- 23 giugno - Avincola, cantautore italiano
- 23 giugno - Nicolò Carnesi, cantautore italiano
- 23 giugno - Juan Cuda, pallavolista argentino
- 23 giugno - Nando de Colo, cestista francese
- 23 giugno - Eugenio Dolfo, pallavolista italiano
- 23 giugno - Felipe Dylon, cantante e attore brasiliano
- 23 giugno - Alessia Filippi, ex nuotatrice italiana
- 23 giugno - Ge Zhen, calciatore cinese
- 23 giugno - Anas Hijah, calciatore giordano
- 23 giugno - Edward Holcroft, attore britannico
- 23 giugno - Oleksandr Jakovenko, ex calciatore ucraino
- 23 giugno - Truls Jevne Hagen, calciatore norvegese
- 23 giugno - Marco Knaller, calciatore austriaco
- 23 giugno - Damian Kulig, cestista polacco
- 23 giugno - Iván Marcano, calciatore spagnolo
- 23 giugno - Itamar Nitzan, ex calciatore israeliano
- 23 giugno - Stanley Aborah, ex calciatore ghanese
- 23 giugno - Anton Pucila, ex calciatore bielorusso
- 23 giugno - Davide Saitta, pallavolista italiano
- 23 giugno - Giles Scott, velista britannico
- 23 giugno - Dario Tomić, calciatore croato
- 23 giugno - Christopher Wesley, hockeista su prato tedesco
- 24 giugno - Feta Ahamada, velocista comoriana
- 24 giugno - Tomás Bellas, cestista spagnolo
- 24 giugno - Briana Blair, ex attrice pornografica e modella statunitense
- 24 giugno - Lucas Gamba, calciatore argentino
- 24 giugno - Craig Henderson, ex calciatore neozelandese
- 24 giugno - Lamarr Houston, ex giocatore di football americano statunitense
- 24 giugno - María Irigoyen, tennista argentina
- 24 giugno - LiSA, cantautrice giapponese
- 24 giugno - Wesley Lopes Beltrame, ex calciatore brasiliano
- 24 giugno - Arturo Lupoli, ex calciatore italiano
- 24 giugno - Snow Tha Product, rapper, cantante e attrice statunitense
- 24 giugno - Lionel Messi, calciatore argentino
- 24 giugno - Kim Rune Ovesen, giocatore di calcio a 5 e calciatore norvegese
- 24 giugno - Mozzy, rapper e produttore discografico statunitense
- 24 giugno - Scott Robertson, tuffatore australiano
- 24 giugno - Nicholas Robinson-Baker, tuffatore britannico
- 24 giugno - Pierre Vaultier, ex snowboarder francese
- 24 giugno - Sam Young, giocatore di football americano statunitense
- 25 giugno - Maurice Acker, ex cestista statunitense
- 25 giugno - Elis Bakaj, ex calciatore albanese
- 25 giugno - Elsa Baquerizo, giocatrice di beach volley spagnola
- 25 giugno - Ida Elise Broch, attrice norvegese
- 25 giugno - Ben Coakwell, bobbista canadese
- 25 giugno - Claudio Corti, pilota motociclistico italiano
- 25 giugno - Alissa Czisny, pattinatrice artistica su ghiaccio statunitense
- 25 giugno - Joel Dennerley, pallanuotista australiano
- 25 giugno - Vouho, calciatore ivoriano
- 25 giugno - Taisuke Fujigaya, cantante e attore giapponese
- 25 giugno - Sandrine Gruda, cestista francese
- 25 giugno - Sasha Velour, designer e illustratrice statunitense
- 25 giugno - Hayami Kishimoto, cantante giapponese
- 25 giugno - Antonio Leal, schermidore venezuelano
- 25 giugno - Lil' Wil, rapper statunitense
- 25 giugno - Namori, fumettista giapponese
- 25 giugno - Giulia Orlandi, calciatrice italiana
- 25 giugno - Oleksij Pryhorov, tuffatore ucraino
- 25 giugno - Jonathan Sandoval, calciatore uruguaiano
- 25 giugno - Isabella Tovaglieri, politica italiana
- 25 giugno - Rafael Valls, dirigente sportivo e ex ciclista su strada spagnolo
- 26 giugno - Samuel Bouhours, ex calciatore francese
- 26 giugno - Ksenija Cybutovič, calciatrice russa
- 26 giugno - Art'owr Edigaryan, allenatore di calcio e ex calciatore armeno
- 26 giugno - Peter Hackmair, ex calciatore austriaco
- 26 giugno - Maksym Kornijenko, cestista ucraino
- 26 giugno - Maximilian Levy, ex pistard tedesco
- 26 giugno - Luka Lončar, pallanuotista croato
- 26 giugno - Mike Macdonald, allenatore di football americano statunitense
- 26 giugno - Nicole Michael, ex cestista statunitense
- 26 giugno - Samir Nasri, ex calciatore francese
- 26 giugno - Mike Neal, giocatore di football americano statunitense
- 26 giugno - Leovan O'Garro, calciatore montserratiano
- 26 giugno - Franck Obambou, calciatore gabonese
- 26 giugno - Ignacio Ortiz, hockeista su prato argentino
- 26 giugno - Valerie Pachner, attrice austriaca
- 26 giugno - Hamilton Pereira, calciatore uruguaiano
- 26 giugno - Alizée Poulicek, modella belga
- 26 giugno - Vince Rocco, ex hockeista su ghiaccio canadese
- 26 giugno - Fenan Salčinović, ex calciatore bosniaco
- 26 giugno - Ana Zaninović, taekwondoka croata
- 26 giugno - Lucija Zaninović, taekwondoka croata
- 26 giugno - Wallace de Souza, pallavolista brasiliano
- 27 giugno - Jehad Al Baour, calciatore siriano
- 27 giugno - Suliman Al-Salman, calciatore giordano
- 27 giugno - Luiz Alberto de Araújo, multiplista brasiliano
- 27 giugno - Moses Ashikodi, ex calciatore inglese
- 27 giugno - Aimee Barrett-Theron, rugbista a 15 e arbitro di rugby a 15 sudafricana
- 27 giugno - Patrick Bürger, calciatore austriaco
- 27 giugno - Merve Dalbeler, pallavolista turca
- 27 giugno - Iriome González, ex calciatore spagnolo
- 27 giugno - Tomáš Jablonský, calciatore ceco
- 27 giugno - Luis Ljubetich, cestista paraguaiano
- 27 giugno - Rozalia Mancewicz, modella polacca
- 27 giugno - James McRae, canottiere australiano
- 27 giugno - Rytis Sakalauskas, velocista lituano
- 27 giugno - Jordan Seabrook, ex calciatore statunitense
- 27 giugno - Andy Sophie, calciatore mauriziano
- 27 giugno - Ed Westwick, attore e cantante britannico
- 27 giugno - India de Beaufort, attrice britannica
- 28 giugno - Brandon Brooks, ex cestista statunitense
- 28 giugno - Teddy Chevalier, calciatore francese
- 28 giugno - Bartosz Diduszko, cestista polacco
- 28 giugno - Gabriel Flores, ex calciatore argentino
- 28 giugno - Michiel Hemmen, ex calciatore olandese
- 28 giugno - Sek Henry, cestista statunitense
- 28 giugno - Ayaka Kikuchi, pattinatrice di velocità su ghiaccio giapponese
- 28 giugno - Karin Knapp, allenatrice di tennis e ex tennista italiana
- 28 giugno - Magal, ex calciatore brasiliano
- 28 giugno - Borjas Martín, ex calciatore spagnolo
- 28 giugno - Bogdan Stancu, ex calciatore rumeno
- 28 giugno - Lorna Want, attrice e cantante britannica
- 28 giugno - Justyn Warner, velocista canadese
- 28 giugno - Terrence Williams, ex cestista statunitense
- 29 giugno - Paul Batin, ex calciatore rumeno
- 29 giugno - Lewis Clinch, ex cestista statunitense
- 29 giugno - Alisa Kolosova, mezzosoprano russo
- 29 giugno - Marc-André Kruska, allenatore di calcio e ex calciatore tedesco
- 29 giugno - Luke McLean, ex rugbista a 15 australiano
- 29 giugno - Landon Milbourne, ex cestista statunitense
- 29 giugno - Elena Moretti, judoka italiana
- 29 giugno - Gal Nevo, ex nuotatore israeliano
- 29 giugno - Andrea Piechele, ex ciclista su strada italiano
- 29 giugno - Jimmy Sham, politico e attivista hongkonghese
- 29 giugno - Sophie Souwer, canottiera olandese
- 29 giugno - Tom Weston-Jones, attore britannico
- 30 giugno - Vegard Braaten, calciatore norvegese
- 30 giugno - GaTa, rapper e attore statunitense
- 30 giugno - Joël Thomas, calciatore francese
- 30 giugno - Marko Grgić, ex calciatore croato
- 30 giugno - Addis Hintsa, calciatore etiope
- 30 giugno - Martin Jacobson, giocatore di poker svedese
- 30 giugno - Alena Kaufman, biatleta e fondista russa
- 30 giugno - Kazushige Kirihata, ex calciatore giapponese
- 30 giugno - Julien Le Bozec, giocatore di calcio a 5 e calciatore norvegese
- 30 giugno - Herbert Nordrum, attore norvegese
- 30 giugno - Yōhei Takeda, calciatore giapponese
- 30 giugno - Aleksander With, cantante norvegese
- 30 giugno - Rafael dos Santos de Oliveira, ex calciatore brasiliano